# Distretto di Chemba (Tanzania)
Il distretto di Chemba è un distretto della Tanzania situato nella regione di Dodoma. È suddiviso in 26 circoscrizioni (wards) e conta una popolazione di 339 333 abitanti (censimento 2022).

## Suddivisione amministrativa
Il distretto è diviso nelle seguenti circoscrizioni (wards), tra parentesi gli abitanti:
1. Babayu (11 331)
2. Chandama (10 511)
3. Chemba (9 730)
4. Churuku (9 635)
5. Dalai (18 195)
6. Farkwa (15 616)
7. Goima (14 985)
8. Gwandi (7 328)
9. Jangalo (21 713)
10. Kidoka (16 378)
11. Kimaha (13 435)
12. Kinyamsindo (7 001)
13. Kwamtoro (17 657)
14. Lahoda (20 584)
15. Lalta (5 781)
16. Makorongo (8 640)
17. Mondo (10 986)
18. Mpendo (11 861)
19. Mrijo (27 777)
20. Msaada (7 314)
21. Ovada (8 318)
22. Paranga (17 613)
23. Sanzawa (15 970)
24. Songolo (13 078)
25. Soya (12 868)
26. Tumbakose (5 028)